# Christos Tsiolkas
Christos Tsiolkas, né en 1965 à Melbourne, est un écrivain australien d’origine grecque. Il est l’auteur de romans, de nouvelles, de pièces de théâtre et de scénarios pour le cinéma et la télévision.

## Biographie
Fils d'ouvriers immigrants grecs, il passe son enfance et sa jeunesse dans un quartier du centre-ville de Melbourne. Il fait des études supérieures à l'université de Melbourne, où il obtient un diplômé en arts en 1987. Pendant qu'il est à l'université, il devient responsable de l'édition du Farrago, le journal étudiant.
Loaded (1995), le premier roman largement autobiographique de Tsiolkas, est adapté au cinéma par Ana Kokkinos sous le titre de De plein fouet (Head On) en 1998. En 2006, son roman Dead Europe reçoit le prix The Age Book et est adapté au cinéma en 2012 sous le titre Dead Europe (en).
Son quatrième roman, La Gifle (The Slap), est lauréat du Commonwealth Writers Prize 2009 du meilleur roman d'Asie du Sud-Est et du Pacifique Sud. L'œuvre est adaptée en 2011 pour la mini-série télévisée australienne La Gifle (The Slap), avec Jonathan LaPaglia, puis reprise en 2015 pour la mini-série américaine The Slap, avec Lucas Hedges.
Barracuda, roman paru en 2014, donne aussi lieu, en 2016, à une mini-série australienne intitulée Barracuda (en).
Christos Tsiolkas est ouvertement gay.

## Œuvres

### Romans
- Loaded (1995)
- Jump Cuts (1996), écrit en collaboration avec Sasha Soldatow
- The Jesus Man (1999) Publié en français sous le titre Jesus Man, traduit par Jean-Luc Piningre, Paris, Belfond, coll. « Littérature étrangère », 2012  (ISBN 978-2-7144-5143-9) ; réédition, Paris, 10/18, coll. « Domaine étranger » no 4633, 2014  (ISBN 978-2-264-06012-9)
- The Devil's Playground (2002)
- Dead Europe (2005)
- The Slap (2008) Publié en français sous le titre La Gifle, traduit par Jean-Luc Piningre, Paris, Belfond, coll. « Littérature étrangère », 2011  (ISBN 978-2-7144-4645-9) ; réédition, Paris, 10/18, coll. « Domaine étranger » no 4535, 2012  (ISBN 978-2-264-05540-8)
- Barracuda (2014) Publié en français sous le titre Barracuda, traduit par Jean-Luc Piningre, Paris, 2015  (ISBN 978-2-7144-5791-2) ; réédition, Paris, 10/18, coll. « Domaine étranger » no 5118, 2017  (ISBN 978-2-264-06879-8)
- The In-Between (2023)

### Recueil de nouvelles
- Merciless Gods (2014) Publié en français sous le titre Des dieux sans pitié, Paris, Belfond, coll. « Littérature étrangère », 2017  (ISBN 978-2-7144-7412-4)

### Théâtre
- Who's Afraid of the Working Class? (1999), écrit en collaboration avec Andrew Bovell, Melissa Reeves et Patricia Cornelius
- Elektra AD (1999)
- Viewing Blue Poles (2000)
- Fever (2002), écrit en collaboration avec Andrew Bovell, Melissa Reeves et Patricia Cornelius
- Dead Caucasians (2002)
- Non Parlo di Salo (2005), écrit en collaboration avec Spiro Economopoulos
- The Hit (2006), écrit en collaboration avec Netta Yashin

## Filmographie
- 1998 : Thug, court métrage australien, scénario original de Christos Tsiolkas en collaboration avec Spiro Economopoulos
- 1998 : De plein fouet (Head On), film australien réalisé par Ana Kokkinos, adaptation du roman Loaded par Andrew Bovell et la réalisatrice
- 2001 : Saturn's Return, téléfilm réalisé par Wenona Byrne, scénario original de Christos Tsiolkas
- 2009 : Blessed (en), film australien réalisé par Ana Kokkinos, scénario écrit en collaboration avec Tsiolkas d'après la pièce Who's Afraid of the Working Class?
- 2012 : Dead Europe (en), film greco-britannico-australien réalisé par Tony Krawitz, scénario de Louise Fox d'après le roman éponyme de Christos Tsiolkas
- 2011 : La Gifle (The Slap), mini-série australienne en 8 épisodes produite et diffusée par ABC
- 2015 : La Gifle (The Slap), mini-série américaine en 8 épisodes diffusée par NBC
- 2016 : Barracuda (en), mini-série australienne en 4 épisodes produite et diffusée par ABC, adaptation